# ريتشارد بلانكو
ريتشارد بلانكو (بالإسبانية: Richard Blanco)‏ هو محاضر ‏ وكاتب ومؤلف وشاعر أمريكي وكوبي وإسباني، ولد في 15 فبراير 1968 في مدريد في إسبانيا.

## وصلات خارجية
- الموقع الرسمي